# Jannis Bäcker
Jannis Bäcker (Unna, 1 de enero de 1985) es un deportista alemán que compitió en bobsleigh en la modalidad doble.
Ganó una medalla de oro en el Campeonato Mundial de Bobsleigh de 2013 y una medalla de bronce en el Campeonato Europeo de Bobsleigh de 2013. Participó en los Juegos Olímpicos de Sochi 2014, ocupando el sexto lugar en la prueba doble.

## Palmarés internacional
| Campeonato Mundial | Campeonato Mundial   | Campeonato Mundial | Campeonato Mundial |
| Año                | Lugar                | Medalla            | Prueba             |
| ------------------ | -------------------- | ------------------ | ------------------ |
| 2013               | Sankt Moritz (Suiza) | Medalla de oro     | Doble              |
| Campeonato Europeo |                      |                    |                    |
| Año                | Lugar                | Medalla            | Prueba             |
| 2013               | Igls (Austria)       | Medalla de bronce  | Doble              |